# Żwirowa Dziura Niżnia
Żwirowa Dziura Niżnia – jaskinia, a właściwie schronisko, w Dolinie Kościeliskiej w Tatrach Zachodnich. Wejście do niej położone jest pod granią Organów, w pobliżu Żwirowej Dziury Wyżniej i Schronu pomiędzy Żwirowymi Dziurami, na wysokości 1244 metrów n.p.m. Jaskinia jest pozioma, a jej długość wynosi 12 metrów.

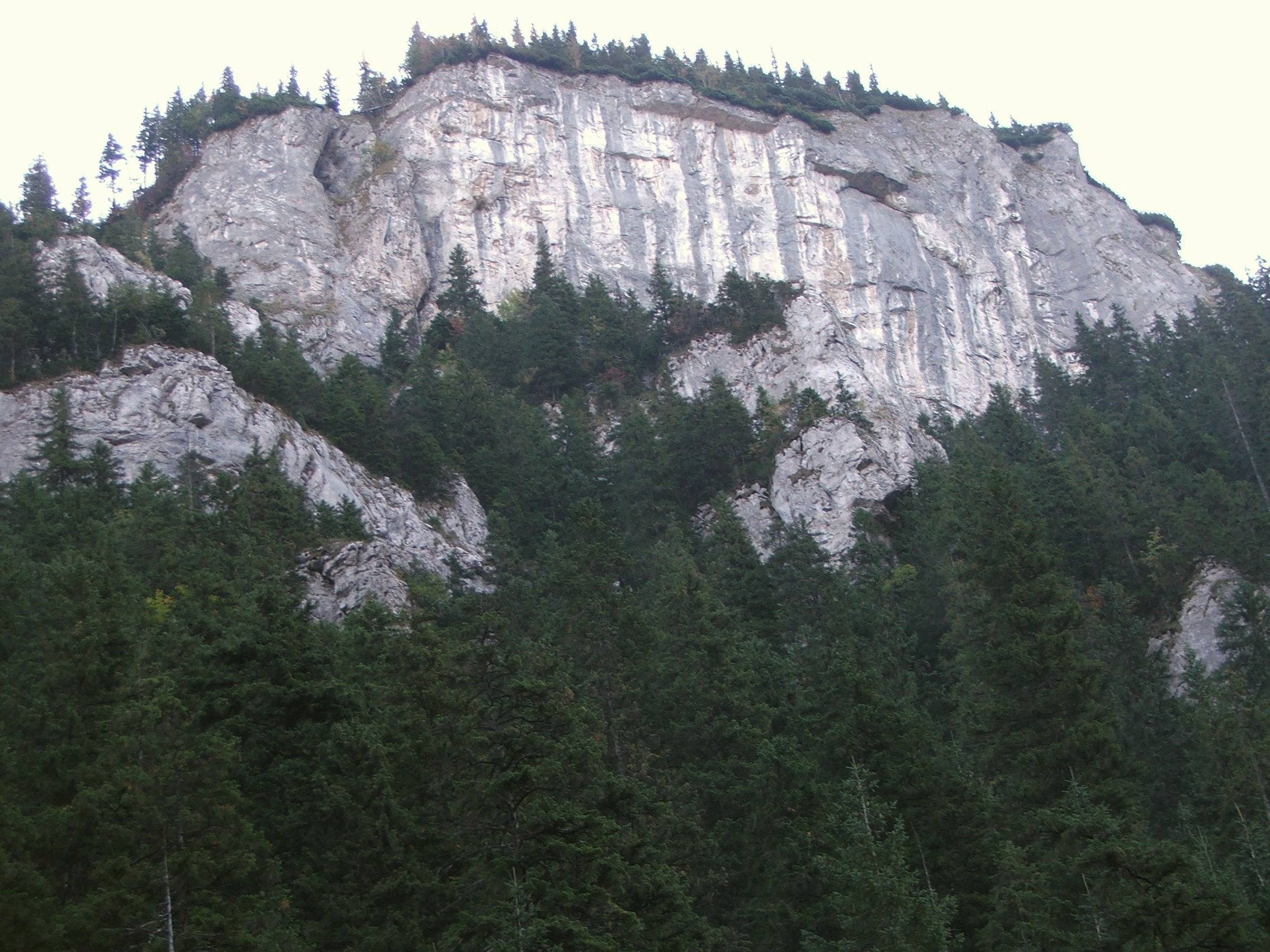
Organy w Dolinie Kościeliskiej

## Opis jaskini
Jaskinię stanowi poziomy szczelinowy korytarz zaczynający się w wysokim otworze szczelinowym i rozdzielający się po 2 metrach na dwa krótkie korytarzyki: górny i dolny.

## Przyroda
W jaskini brak jest nacieków. Ściany są suche. Przy otworze rosną trawy i mchy.

## Historia odkryć
Jaskinia była prawdopodobnie znana od dawna. Pierwszy jej opis sporządził Z. Wójcik w 1960 roku.